# Palpimanus capensis
Palpimanus capensis är en spindelart som beskrevs av Simon 1893. Palpimanus capensis ingår i släktet Palpimanus och familjen Palpimanidae. Inga underarter finns listade i Catalogue of Life.